# Zamek biskupów warmińskich w Ornecie
Zamek biskupi w Ornecie – pozostałości zamku znajdujące się w mieście Orneta, w województwie warmińsko-mazurskim.

## Historia
Budowę zamku w stylu gotyckim rozpoczęto przed 1350 rokiem. Po raz pierwszy warownia w Ornecie wzmiankowana była w 1338 r., a już w latach 1342-1350 za czasów biskupa Hermana z Pragi stała się ona jego główną rezydencją. Następnie jego następca biskup Jan z Miśni przeniósł główną rezydencję biskupią do Lidzbarka Warmińskiego. W 1 połowie XVII i w początku XVIII stulecia zamek został przebudowany. Biskupi warmińscy korzystali z zamku do czasu I rozbioru Polski, gdy jesienią 1772 roku skonfiskował go rząd Królestwa Prus. W 1806 roku zburzono mury zamku od strony miasta, a w 1890 roku władze pruskie zburzyły zamkowe budynki mieszkalne. Na ich fundamentach została wzniesiona szkoła (dziś Szkoła Podstawowa nr 1). W gmachu szkoły przetrwały gotyckie piwnice nakryte sklepieniami kolebkowymi, a także sklepieniami krzyżowo-żebrowymi.

## Architektura
Przypuszczalnie pierwotnie zamek składał się z dwóch części: zamku właściwego na zbliżonym do prostokąta planie o wymiarach ok. 29 x 38 m, położonego w północnym rejonie zespołu, i romboidalnego obszaru południowego. Jak można domniemywać na podstawie nowożytnych lustracji, to północna część pełniła funkcję rezydencji biskupiej (tu mieściła się m.in. kaplica zamkowa). Do jej północno-zachodniej kurtyny przylegał niewielki dwudzielny dom zamkowy. Sklepienia jego piwnic wykonano w sposób analogiczny do tych w zamkach w Lidzbarku Warmińskim, Działdowie, Ostródzie czy Olsztynku, co potwierdzałoby datowanie budowli na około połowę XIV wieku. Jak wskazują zachowane fundamenty, w narożniku północnym mogła wznosić się wieża (sklepienia znajdujących się do dziś w tym miejscu piwnic określane są jednak zwykle jako nowożytne). Do kurtyny północno-wschodniej przywierał prawdopodobnie już od początku funkcjonowania założenia jakiś obiekt kubaturowy – jego istnienie tłumaczyłoby bowiem charakterystyczny rzut piwnic domu zamkowego.